# Conteinerização

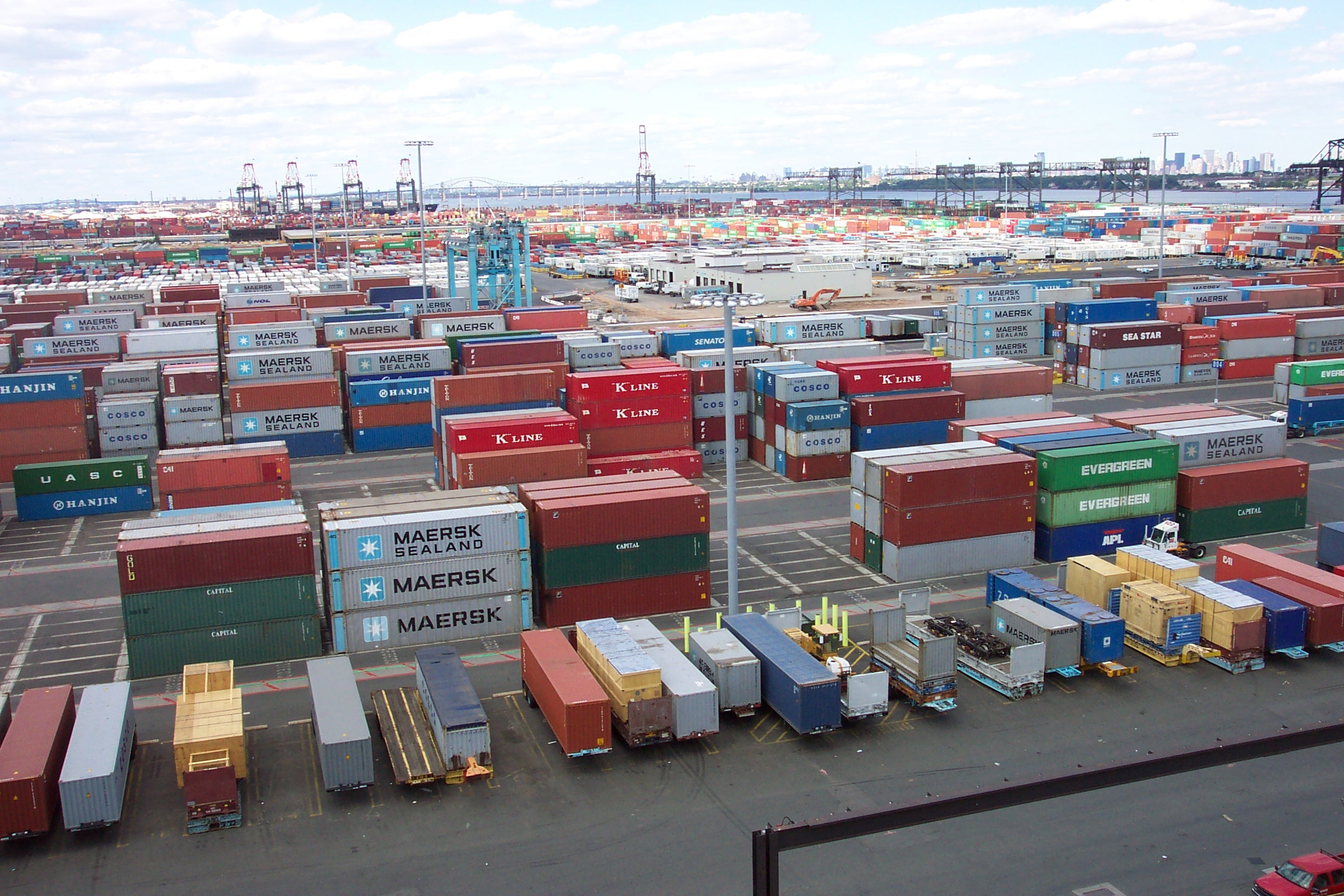
Vários contêiners em espera em Port-Elizabeth, Nova Jersey

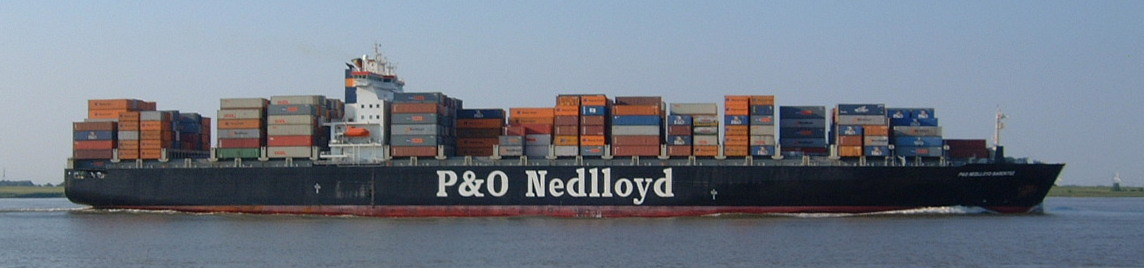
Navio porta-contêiners

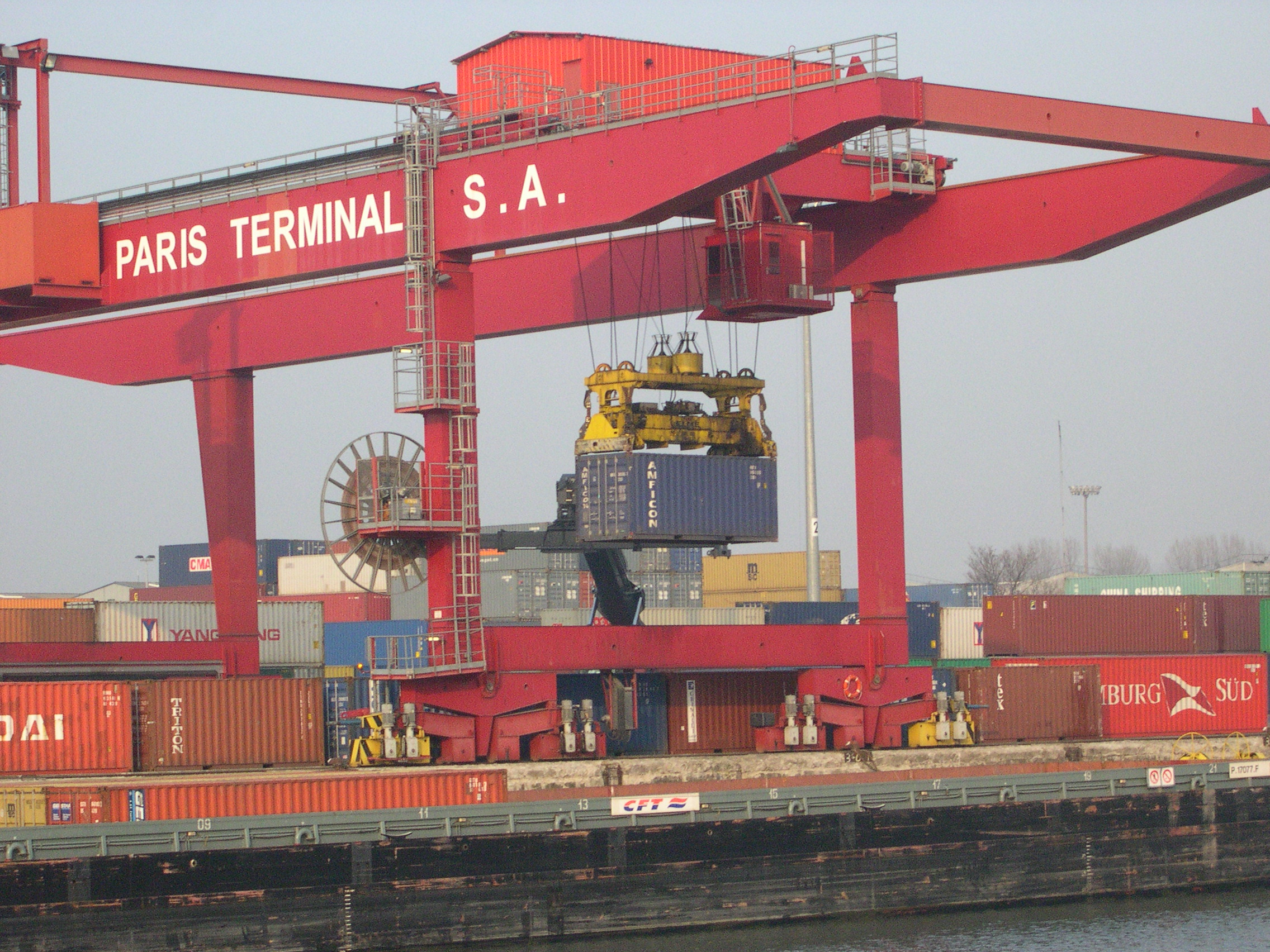
Grua para movimentação de contêiners no porto de Gennevilliers, perto de Paris

Designa-se por conteinerização (português brasileiro) ou contentorização (português europeu) o processo que foi iniciado na década de 1960 sob impulso do empreendedor norte-americano Malcom McLean e posteriormente globalizado na década de 1980 e que consiste no uso de contêineres para o transporte de mercadorias, principalmente no transporte marítimo.
Os contêiners (em Portugal: contentores) surgiram nos Estados Unidos na década de 1950. Com vários tamanhos, a normalização internacional é realizada com o desenvolvimento de contêiner de vinte pés (referido como TEU, do inglês Twenty-foot Equivalent Unit, que se tornou uma nova unidade de medida) e contêiners de 40 pés. Este modo de transporte levou à redução de custos através da redução dos custos de manuseio, e da quebra e roubo de produtos. A cadeia de fornecimento de bens foi simplificada, entre o fabricante e o cliente final. É o contêiner que vai ser manipulado de modo altamente automatizado, graças à padronização do tamanho e ganchos das "caixas". Estes recipientes são destinados principalmente para o transporte de produtos fabricados, mas também pode. levar outros produtos: frutas, legumes e outros produtos alimentares, produtos líquidos ou em viaturas, enquanto contêineres especializados - cisternas, contêineres refrigerados ou outros - mas sempre com dimensões padrão, também podem circular nos portos e por via terrestre ou ferroviária.

## Origem

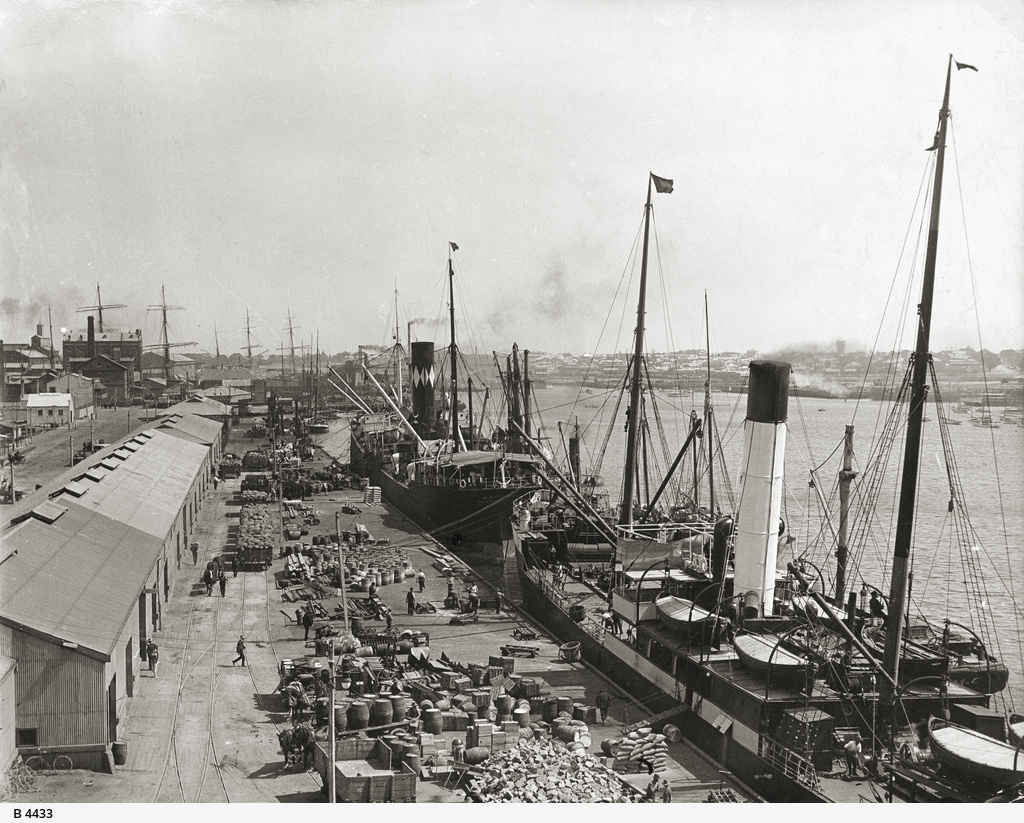
Carregamento manual de carga a granel em navios

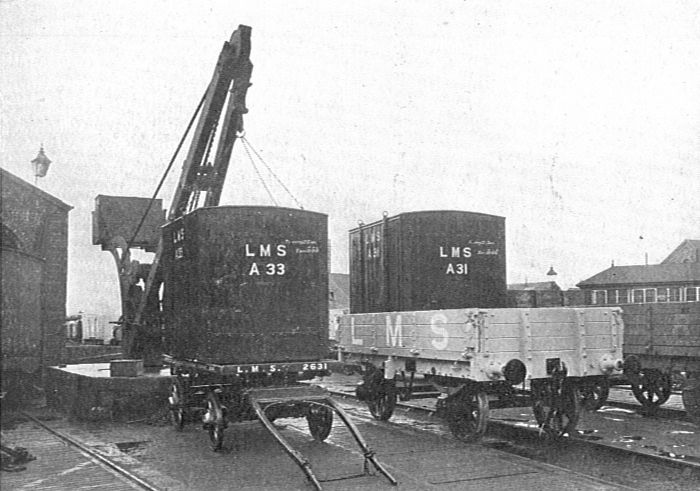
Transferência de contêineres de carga na London Midland and Scottish Railway 1928

Antes da conteinerização, as mercadorias eram geralmente manuseadas manualmente como carga a granel. Normalmente, as mercadorias eram carregadas em um veículo da fábrica e levadas para um armazém portuário, onde eram descarregadas e armazenadas aguardando o próximo navio. Quando a embarcação chegava, eles eram movidos para o lado do navio junto com outras cargas para serem baixadas ou transportadas para o porão e embaladas por trabalhadores portuários. O navio pode fazer escala em vários outros portos antes de descarregar uma determinada remessa de carga. Cada visita ao porto atrasaria a entrega de outras cargas. A carga entregue pode então ter sido descarregada em outro armazém antes de ser retirada e entregue em seu destino. O manuseio múltiplo e os atrasos tornaram o transporte caro, demorado e não confiável.
A conteinerização tem suas origens nas primeiras regiões de mineração de carvão na Inglaterra a partir do final do século 18. Em 1766, James Brindley projetou o barco caixa "Starvationer" com dez contêineres de madeira, para transportar carvão de Worsley Delph (pedreira) para Manchester pelo Canal Bridgewater. Em 1795, Benjamin Outram abriu o Little Eaton Gangway, sobre o qual o carvão era transportado em vagões construídos em sua Butterley Ironwork. Os vagões de rodas puxados por cavalos no corredor tomavam a forma de contêineres, que, carregados com carvão, podiam ser transbordados de barcaças do canal no Canal Derby, que a Outram também havia promovido.
Na década de 1830, as ferrovias transportavam contêineres que podiam ser transferidos para outros modos de transporte. A Liverpool and Manchester Railway, no Reino Unido, foi uma delas, fazendo uso de "simples caixas de madeira retangulares" para transportar carvão de Lancashire collieries para Liverpool, onde um guindaste os transferiu para carruagens puxadas por cavalos.  Originalmente usadas para mover carvão dentro e fora de barcaças, "caixas soltas" foram usadas para conteinerizar carvão a partir do final da década de 1780, em lugares como o Canal Bridgewater. Na década de 1840, as caixas de ferro estavam em uso, bem como as de madeira. O início dos anos 1900 viu a adoção de caixas de contêineres fechadas projetadas para o movimento entre estrada e ferrovia.

## Outros usos para contêineres
A arquitetura de contêineres marítimos é o uso de contêineres como base para habitação e outros edifícios funcionais para pessoas, seja como moradia temporária ou permanente, e como um edifício principal ou como uma cabine ou como uma oficina. Os contêineres também podem ser usados como galpões ou áreas de armazenamento na indústria e no comércio.
Tempo Housing em Amsterdã empilha contêineres para unidades habitacionais individuais.
Os contêineres também estão começando a ser usados para abrigar data centers de computadores, embora normalmente sejam contêineres especializados.
Atualmente, há uma alta demanda por contêineres a serem convertidos no mercado nacional para atender a finalidades específicas. Como resultado, vários acessórios específicos para contentores tornaram-se disponíveis para uma variedade de aplicações, tais como estantes para arquivamento, forro, aquecimento, iluminação, powerpoints para criar escritórios, cantinas e salas de secagem seguros construídos para o efeito, controlo de condensação para armazenamento de mobiliário e rampas para armazenamento de objetos mais pesados. Os contêineres também são convertidos para fornecer recintos de equipamentos, cafés pop-up, estandes de exposição, cabanas de segurança e muito mais.

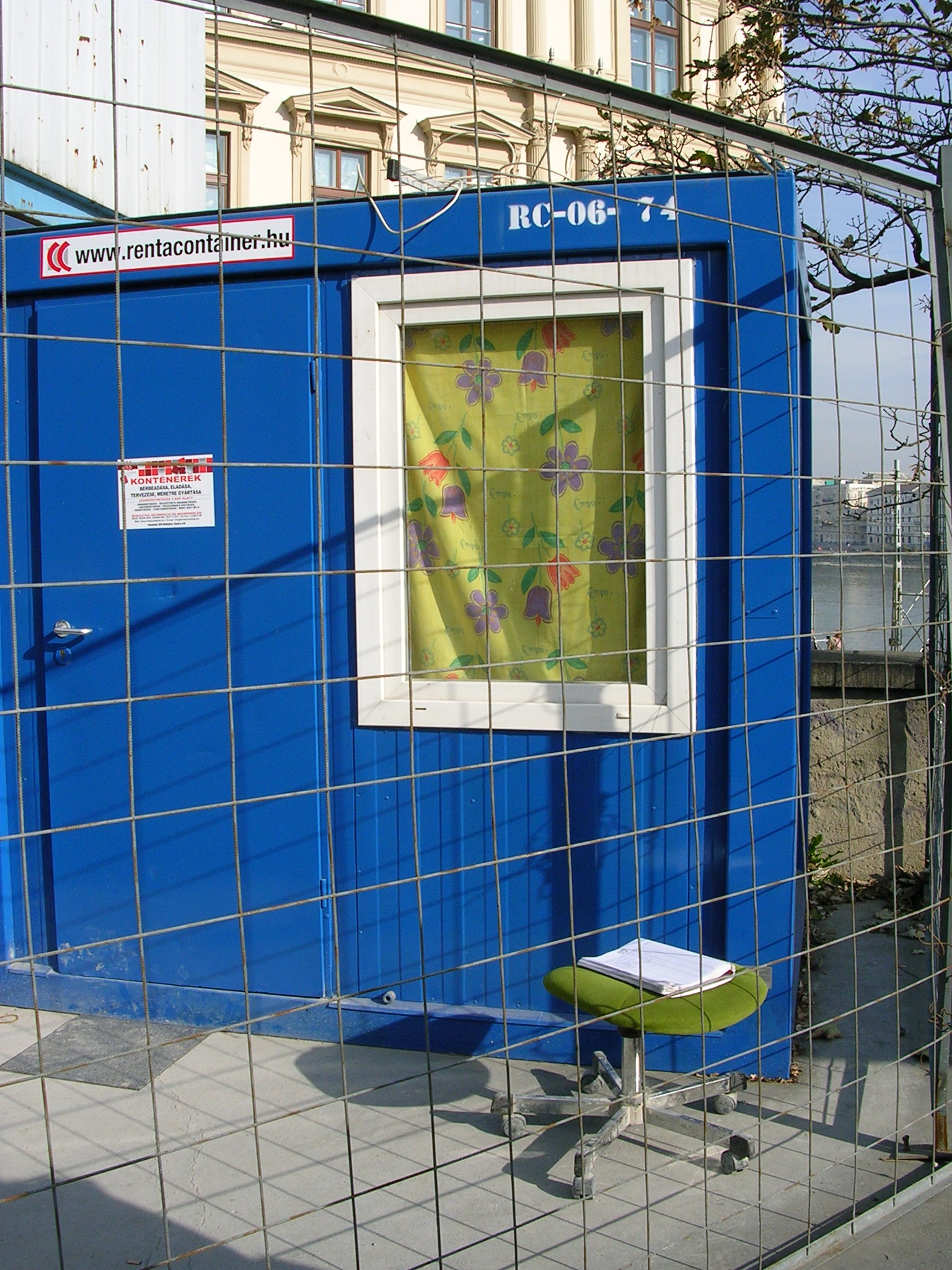
Um contêiner convertido usado como escritório em um canteiro de obras

O transporte público em contentores é o conceito, ainda não implementado, de modificação dos veículos a motor para servirem de contentores pessoais no transporte não rodoviário de passageiros.
Os padrões de contêineres de rolos ACTS tornaram-se a base do equipamento de combate a incêndios em contêineres em toda a Europa.
Os contêineres também têm sido usados para sistemas de armas, como o russo Club-K, que permite a conversão de um sistema de contêiner comum em um barco de mísseis, capaz de atacar alvos de superfície e terrestres, e o CWS (Containerized Weapon System) desenvolvido para o Exército dos EUA que permite a rápida implantação de um posto de metralhadora controlado remotamente a partir de um contêiner.